# Nijon
Nijon korábbi község Franciaországban, Haute-Marne megyében. Lakosainak száma 105 fő (2018. január 1.). Nijon Bourmont, Graffigny-Chemin, Outremécourt, Soulaucourt-sur-Mouzon és Vaudrecourt községekkel határos.
2016. június 1-jén Bourmont korábbi községgel egyesült és az így létrejött Bourmont-entre-Meuse-et-Mouzon új község része lett.

## Népesség
A település népességének változása:
| Lakosok száma | 126  | 124  | 88   | 83   | 67   | 73   | 77   | 81   | 82   | 105  |
|               | 1962 | 1968 | 1982 | 1990 | 1999 | 2008 | 2011 | 2013 | 2017 | 2018 |